# Thymoites prolatus
Thymoites prolatus är en spindelart som först beskrevs av Claude Lévi 1959.  Thymoites prolatus ingår i släktet Thymoites och familjen klotspindlar.
Artens utbredningsområde är Panama. Inga underarter finns listade i Catalogue of Life.